# Blæsedalen
Blæsedalen är en dal i Grönland (Kungariket Danmark).   Den ligger i kommunen Qaasuitsup, i den sydvästra delen av Grönland, 600 km norr om huvudstaden Nuuk.